# دانشگاه پیمونت
دانشگاه پیمونت یک دانشگاه خصوصی در دمورست، جورجیا و آتن، جورجیا است. پردیس این دانشگاه در سال ۱۸۹۷ تأسیس شد و شامل ۳۰۰ هکتار در یک محیط مسکونی-کالج سنتی واقع در دامنه کوه‌های شمال شرقی جورجیا بلو ریج است.
این کالج به عنوان مؤسسه JS Green Collegiate در سال ۱۸۹۷ در شهرستان هابرشام، جورجیا تأسیس شد. اولین رئیس ان کشیش چارلز سی اسپنس بود. نام این مؤسسه به کالج پیمونت تغییر داده شد تا نماینده منطقه جغرافیایی باشد. در سال ۱۹۴۸، تحت ریاست جیمز والتر، کالج به یک مؤسسه مستقل تبدیل شد، اگرچه وابستگی به کلیسای متحد مسیح (UCC) و انجمن ملی کلیساهای مسیحی جماعت (NACCC) دارد.
در آوریل ۲۰۲۱، کالج پیمونت نام خود را به دانشگاه پیمونت تغییر داد.